# A2J (航空機)
XA2J スーパーサヴェージ
飛行するXA2J-1 124439号機
(1952年撮影)
- 用途：攻撃機
- 分類：艦上攻撃機
- 製造者：ノースアメリカン・エイヴィエーション社
- 運用者： アメリカ海軍（予定）
- 初飛行：1952年1月4日
- 生産数：2機
- 運用状況：未就役

XA2J スーパーサヴェージ （North American XA2J Super Savage ）は、ノースアメリカン社が1950年代初めにアメリカ海軍向けに開発した試作艦上攻撃機。搭載エンジンの問題から2機の試作のみで開発中止となった。
愛称の「スーパーサヴェージ (Super Savage)」は、元の機体のAJ サヴェージの愛称の「サヴェージ（「獰猛な、野蛮な」を意味する形容詞）」に「スーパー（超越）」を合わせた言葉。社内呼称はNA-163。

## 概要
ノースアメリカン社が以前開発したAJ サヴェージの拡大発展型として試作した。搭載予定のT40エンジンに関する問題点が次々と浮上したことから、製造された2機のうちBuNo.124439は飛行数回で、BuNo.124440は飛行試験を行う前に開発中止となった。

## 設計
A2Jは、能力が不足し、艦上機として満足できるものでなかったAJ サヴェージに代わるものとして計画された。A2Jは基本的にAJの拡大版であり、2基のレシプロエンジンの代わりにアリソンT40ターボプロップエンジンを装備し、また尾部には取り外し可能なターボジェットエンジン1基を備えていた。艦上機であることから主翼は折り畳みができる。胴体内には爆弾倉が設置され、尾部には自衛武装として遠隔操作式の機銃を装備する計画であった。

## 開発
試作機2機の製作は1948年10月1日に始められたが、エンジン開発の遅れから、初飛行したのは1952年1月4日のことであった。
競作となったダグラス社製のXA3Dスカイウォーリアーの試作はA2Jの試作命令が出された翌年に開始され、1952年10月に初飛行を行った。A3Dがはるかに優れた性能を示したことが、A2Jの運命を決定づけた。
A2Jの失敗の根本的原因は、アリソン社のT40エンジンの開発の遅延と低い信頼性によるものであった。T40エンジンはアリソンT38エンジンを2基組み合わせ、ギアボックスを介して2つの大きなコントラ・プロペラを回転させるという斬新な設計であったが、信頼性が極めて低いことが明らかとなった。プロペラの脱落や、エンジン停止による墜落事故が起き、またエンジンの騒音も人体に有害なほど大きかったという。
T40エンジンは同じ海軍で開発中のA2DスカイシャークとXF-84Hサンダースクリーチにも使われていたが、エンジンに起因するいくつもの不具合により、いずれのプロジェクトも中止された。

## 運用者
- アメリカ合衆国
  -  アメリカ海軍

## 諸元
XA2J-1
- 全長： 70 ft 3 in （21.42 m）
- 全幅： 71 ft 6 in （21.8 m）
- 全高： 24 ft 2 in （7.37 m）
- 翼面積： 836 ft2 （77.7 m2）
- 空虚重量： 35,350 lb （16,035 kg）
- 全備重量： 46,890 lb （21,269 kg）
- 最大離陸重量： 61,200 lb （27,760 kg）
- エンジン： アリソン T40-A-6 ターボプロップ（5,035 shp） 2基、ターボジェット 1 基
- 最高速度： 451 mph（726 km/h）
- 航続距離： 2,180マイル（3,508 km）
- 上昇限度： 37,500 ft （11,400 m）
- 上昇力： 34.7 m/s
- 翼面荷重： 56 lb/ft2 （274 kg/m2）
- 武装： 爆弾10,500 lb （4,763 kg）、20 mm機関砲2門（尾部。計画のみ）